# Episodi di NCIS: Los Angeles (sesta stagione)
La sesta stagione della serie televisiva NCIS: Los Angeles è stata trasmessa in prima visione assoluta negli Stati Uniti d'America da CBS dal 29 settembre 2014 al 18 maggio 2015.
In Italia la stagione è trasmessa in prima visione assoluta su Rai 2 dal 15 febbraio 2015 al 9 febbraio 2016.
| nº | Titolo originale       | Titolo italiano                    | Prima TV USA      | Prima TV Italia  |
| -- | ---------------------- | ---------------------------------- | ----------------- | ---------------- |
| 1  | Deep Trouble (Part II) | Un grande problema (seconda parte) | 29 settembre 2014 | 15 febbraio 2015 |
| 2  | Inelegant Heart        | Rete segreta                       | 6 ottobre 2014    | 22 febbraio 2015 |
| 3  | Praesidium             | Il presidio                        | 13 ottobre 2014   | 16 marzo 2015    |
| 4  | The 3rd Choir          | Il terzo coro                      | 20 ottobre 2014   | 16 marzo 2015    |
| 5  | Black Budget           | Fondi neri                         | 27 ottobre 2014   | 23 marzo 2015    |
| 6  | SEAL Hunter            | A caccia di Navy Seal              | 3 novembre 2014   | 23 marzo 2015    |
| 7  | Leipei                 | Chi è la talpa?                    | 10 novembre 2014  | 30 marzo 2015    |
| 8  | The Grey Man           | L'uomo grigio                      | 17 novembre 2014  | 30 marzo 2015    |
| 9  | Traitor                | Veleno                             | 24 novembre 2014  | 13 aprile 2015   |
| 10 | Reign Fall             | La caduta degli dei                | 8 dicembre 2014   | 20 aprile 2015   |
| 11 | Humbug                 | La truffa                          | 15 dicembre 2014  | 27 aprile 2015   |
| 12 | Spiral                 | L'uomo della posta                 | 5 gennaio 2015    | 5 maggio 2015    |
| 13 | In the Line of Duty    | L'adempimento del dovere           | 19 gennaio 2015   | 11 maggio 2015   |
| 14 | Black Wind             | Il tunnel                          | 2 febbraio 2015   | 18 maggio 2015   |
| 15 | Forest For The Trees   | La cellula                         | 9 febbraio 2015   | 25 maggio 2015   |
| 16 | Expiration Date        | Data di scadenza                   | 23 febbraio 2015  | 1º giugno 2015   |
| 17 | Savoir Faire           | Somiglianze                        | 9 marzo 2015      | 12 gennaio 2016  |
| 18 | Fighting Shadows       | Combattere le ombre                | 23 marzo 2015     | 12 gennaio 2016  |
| 19 | Blaze of Glory         | Gelosie tra geni                   | 30 marzo 2015     | 19 gennaio 2016  |
| 20 | Rage                   | Furore                             | 13 aprile 2015    | 19 gennaio 2016  |
| 21 | Beacon                 | Fedeltà alla famiglia              | 20 aprile 2015    | 2 febbraio 2016  |
| 22 | Field of Fire          | Il cecchino                        | 4 maggio 2015     | 2 febbraio 2016  |
| 23 | Kolcheck A.            | Strane alleanze                    | 11 maggio 2015    | 9 febbraio 2016  |
| 24 | Chernoff K.            | Il cerchio si chiude               | 18 maggio 2015    | 9 febbraio 2016  |

## Un grande problema (seconda parte)
- Titolo Originale: Deep Trouble (Part II)
- Diretto da: Dennis Smith
- Scritto da: R. Scott Gemmill

### Trama
Callen e Hanna sono ancora intrappolati a bordo di un sottomarino con i terroristi che stanno progettando un attacco contro una portaerei a San Diego, in California. Hetty va contro gli ordini e decide di annullare il suo viaggio a Washington, DC. I restanti membri della squadra tentano di trovare il sottomarino e prevenire che l'attacco si verifichi.
- Ascolti USA: telespettatori 9 480 000 – share 6%[2]
- Ascolti Italia: telespettatori 2 437 000 – share 8,26%[3]

## Rete segreta
- Titolo Originale: Inelegant Heart
- Diretto da: John Peter Kousakis
- Scritto da: R. Scott Gemmill

### Trama
La squadra scopre che uno di loro è stato compromesso durante un'indagine per omicidio. Hetty è sotto inchiesta e il Dipartimento di Giustizia indaga sulla squadra.
- Ascolti USA: telespettatori 8 740 000 – share 18-49 anni 5%[4]
- Ascolti Italia: telespettatori 2 546 000 – share 8,69%[5]

## Il presidio
- Titolo Originale: Praesidium
- Diretto da: Dennis Smith
- Scritto da: Erin Broadhurst e R. Scott Gemmill

### Trama
Una delle case di Hetty viene attaccata, causando la morte di una sua guardia del corpo. Dato che l'inchiesta DOJ continua, la squadra è costretta a eludere le domande per ricercare i responsabili. In ultima analisi, Vance rivela a Hetty che l'indagine OSP era uno stratagemma per proteggerla da una fuga di notizie all'interno dell'agenzia e un successivo attentato alla sua vita. Ciò porta la squadra a scoprire che un vecchio nemico è il responsabile del tentativo.
- Ascolti USA: telespettatori 9 240 000 – share 18-49 anni 5%[7]
- Ascolti Italia: telespettatori 1 666 000 - share 5,56%[8]

## Il terzo coro
- Titolo Originale: The 3rd Choir
- Diretto da: Diana C. Valentine
- Scritto da: Dana Scanlon e R. Scott Gemmill

### Trama
La squadra si trova in pericolo perché vi è una talpa all'interno dell'agenzia. Nate torna per aiutare Nell ad affrontare le conseguenze della sua prima uccisione mentre il centro OSP si trasforma in un campo di battaglia in cui Matthias fallisce il suo intento di uccidere Hetty.
- Ascolti USA: telespettatori 8 780 000 – share 18-49 anni 5%[9]
- Ascolti Italia: telespettatori 1 666 000 - share 5,56%[8]

## Fondi neri
- Titolo Originale: Black Budget
- Diretto da: Dennis Smith
- Scritto da: Frank Military

### Trama
Callen e Sam vanno in Messico per trovare un dipendente DOD, presunta vittima di un attentato. Alla fine si scopre che tale dipendente era l'artefice dell'attentato per poter mettere le mani su dei fondi della difesa.
- Ascolti USA: telespettatori 8 680 000 – share 18-49 anni 5%[10]
- Ascolti Italia: telespettatori 2 536 000 - share 8,49%[11]

## A caccia di Navy Seal
- Titolo Originale: SEAL Hunter
- Diretto da: Chris O'Donnell
- Scritto da: Frank Military e Sara Servi

### Trama
Sam viene arrestato per omicidio e il resto della squadra cerca di dimostrare la sua innocenza. Si scopre che un ex studente di marina di Sam aveva rubato varie identità e campioni di DNA, tra cui quello di Sam, e, spacciandosi per Navy Seal, l'ha incastrato per l'omicidio della sua commercialista.
- Ascolti USA: telespettatori 9 200 000 – share 18-49 anni 5%[12]
- Ascolti Italia: telespettatori 2 553 000 - share 9,38%[11]

## Chi è la talpa?
- Titolo Originale: Leipei
- Diretto da: David Rodriguez
- Scritto da: Kyle Harimoto

### Trama
Quando un terrorista greco viene ucciso con un drone a Los Angeles, all'OSP viene chiesto di indagare. La squadra scopre che dietro a quest'omicidio, vi è un gruppo anarchico, che combatte contro le multinazionali. Il terrorista era stato assunto dal gruppo anarchico per costruire un missile drone da far schiantare contro una raffineria nel porto di Los Angeles. Callen, con l'aiuto di Nell, riesce ad evitare l'attacco distruggendo il drone.
- Ascolti USA: telespettatori 8 220 000 – share 18-49 anni 5%[13]
- Ascolti Italia: telespettatori 2 344 000 - share 8,29%[14]

## L'uomo grigio
- Titolo Originale: The Grey Man
- Diretto da: James Hanlon
- Scritto da: Andrew Bartels

### Trama
Un agente AWOL Marine / CIA viene trovato morto, e la squadra va a indagare sulla sua morte, portandoli a un signore della droga di alto profilo che sta per essere estradato negli Stati Uniti e si scopre un importante segreto che coinvolge il defunto e uno degli avvocati più importanti del caso.
- Ascolti USA: telespettatori 8 820 000 – share 18-49 anni 5%[15]
- Ascolti Italia: telespettatori 2 344 000 - share 8,29%[14]

## Veleno
- Titolo Originale: Traitor
- Diretto da: Eric A. Pot
- Scritto da: Michael Udesky e R. Scott Gemmill

### Trama
Quando Granger viene avvelenato e ricoverato in ospedale, viene ordinato il lockdown dell'OSP e Eric viene sospettato di essere la talpa. Alla fine si scopre che il traditore è Carl Brown, un collega ed esperto informatico.
- Ascolti USA: telespettatori 8 820 000 – share 18-49 anni 5%[16]
- Ascolti Italia: telespettatori 2 653 000 - share 9,14%[17]

## La caduta degli dei
- Titolo Originale: Reign Fall
- Diretto da: Christine Moore
- Scritto da: Joseph C. Wilson

### Trama
Quando un paparazzo viene ucciso al di fuori della casa di un ufficiale della CIA di alto rango e un colonnello di marina, la squadra scopre che l'attacco è uno di una serie di attacchi contro i genitori con figli nelle scuole militari. Nel frattempo, Sam inizia a pensare al proprio padre.
- Ascolti USA: telespettatori 8 730 000 – share 18-49 anni 5%[18]
- Ascolti Italia: telespettatori 2 413 000 – share 8,34%[19]

## La truffa
- Titolo Originale: Humbug
- Diretto da: Tony Wharmby
- Scritto da: Kyle Harimoto e Andrew Bartels

### Trama
Quando Joelle, la ragazza di Callen, diventa un ostaggio dopo una rapina ad una società di sicurezza, la ricerca dei ladri porta la squadra a scoprire la vera occupazione di Joelle. Kensi e Deeks decidono di rendere ufficiale la loro relazione.
- Ascolti USA: telespettatori 9 540 000 – share 18-49 anni 5%[20]
- Ascolti Italia: telespettatori 2 418 000 – share 8,31%[21]

## L'uomo della posta
- Titolo Originale: Spiral
- Diretto da: Larry Teng
- Scritto da: Dave Kalstein

### Trama
Dei terroristi prendono in ostaggio un edificio dove Callen è sotto copertura per indagare su un trafficante d'armi. Il team di Callen cerca di salvarlo, solo che l'edificio è cablato con degli esplosivi.
- Ascolti USA: telespettatori 11 900 000 – share 6%[22]
- Ascolti Italia: telespettatori 1 688 000 – share 5,61%[23]

## L'adempimento del dovere
- Titolo Originale: In the Line of Duty
- Diretto da: Karen Gaviola
- Scritto da: Tim Clemente

### Trama
Dopo un attacco al Consolato degli Stati Uniti in Tunisia, Callen e Sam vanno alla scena del crimine per indagare sulla morte di due ufficiali, uno dei quali era un caro amico di Sam, e ben presto scoprono che l'ambasciatore non era il bersaglio degli aggressori, ma era entrare negli Stati Uniti.
- Ascolti USA: telespettatori 9 450 000 – share 18-49 anni 5%[24]
- Ascolti Italia: telespettatori 2 174 000 – share 7,86%[25]

## Il tunnel
- Titolo Originale: Black Wind
- Diretto da: Dennis Smith
- Scritto da: Joe Sachs

### Trama
Quando si scopre che la vittima di un incidente d'auto è affetta da un ceppo letale di antrace, Callen e Sam sono inviati in Messico per individuare l'origine del virus, mentre Kensi e Deeks cercano di fermare l'antrace che sta per essere utilizzato in un attacco.
- Ascolti USA: telespettatori 9 780 000 – share 18-49 anni 5%[26]
- Ascolti Italia: telespettatori 2 029 000 – share 7,27%[27]

## La cellula
- Titolo Originale: Forest for the Trees
- Diretto da: Diana C. Valentine
- Scritto da: Gil Grant

### Trama
Kensi e Deeks indagano per scoprire se il rapimento di Callen e Sam era legato all'imminente incontro di Granger con un informatore dell'ISIS.
- Ascolti USA: telespettatori 10 350 000 – share 18-49 anni 5%[28]
- Ascolti Italia: telespettatori 2 295 000 – share 8,21%[29]

## Data di scadenza
- Titolo Originale: Expiration Date
- Diretto da: Terence Nightingall
- Scritto da: Dave Kalstein

### Trama
Durante una missione per recuperare un disertore indiano, Sam viene colpito da un cecchino; ciò porta la squadra a lavorare con Jemadar Thapa per trovare il colpevole, il quale porta a un faccia a faccia con una squadra di agenti Gurkha. L'episodio inizia mostrando Kensi e Deeks che dormono assieme; essi hanno il loro primo litigio di coppia e Kensi pensa che stiano affrettando troppo le cose.
- Ascolti USA: telespettatori 9 830 000 – share 18-49 anni 5%[30]
- Ascolti Italia: telespettatori 1 723 000 – share 6,82%[31]

## Somiglianze
- Titolo Originale: Savoir Faire
- Diretto da: Eric Laneuville
- Scritto da: Jordana Lewis Jaffe

### Trama
Quando un soldato afgano portato in America per la formazione DEA viene ucciso, il team OSP deve rintracciare i suoi due compagni che sono stati designati per le informazioni che conoscono i militari afgani.
- Ascolti USA: telespettatori 10 720 000 share 18-49 anni 5%[32]
- Ascolti Italia: telespettatori 1 887 000 – share 6,74%[33]

## Combattere le ombre
- Titolo Originale: Fighting Shadows
- Diretto da: Tony Wharmby
- Scritto da: Andrew Bartels

### Trama
Dopo un'operazione di successo, tre agenti dell'FBI vengono uccisi in un'esplosione improvvisa, e un agente inizia ad indagare. Durante il caso, Hetty "scambia" le coppie, mettendo Kensi con Sam e Deeks con Callen; ciò servirà a far capire a Kensi e Deeks che il resto della squadra è a conoscenza del fatto che loro due si stanno frequentando. Dopo indagini, vengono a sapere che gli agenti sono stati uccisi da una bomba nascosta e che l'attacco non è l'unico. Hetty rivela ai due di averli separati perché gli Affari Interni del LAPD hanno aperto un'indagine su Deeks e potrebbero usare il loro legame contro di loro.
- Ascolti USA: telespettatori 9 390 000 share 18-49 anni 5%[34]
- Ascolti Italia: telespettatori 1 787 000 – share 6,96%[33]

## Gelosie tra geni
- Titolo Originale: Blaze of Glory
- Diretto da: Terrence O'Hara
- Scritto da: Joe Sachs

### Trama
Dopo che un test missilistico della Marina viene dirottato e utilizzato per distruggere una barca, la squadra ha il compito di garantire che altri sistemi d'arma della Marina non siano stati compromessi, e l'indagine della squadra li porta ad un conflitto interno all'interno di un'organizzazione di hacker.
- Ascolti USA: telespettatori 9 170 000 share 18-49 anni 5%[35]
- Ascolti Italia: telespettatori 2 070 000 – share 7,12%[36]

## Furore
- Titolo Originale: Rage
- Diretto da: Frank Military
- Scritto da: Frank Military

### Trama
Callen è tornato dal suo incarico sotto copertura in prigione per infiltrarsi in un gruppo suprematista bianco sospettato di possesso di materiale nucleare rubato, e ben presto si ritrova nel bel mezzo di una rapina in banca.
- Ascolti USA: telespettatori 9 360 000 – share 18-49 anni 5%[37]
- Ascolti Italia: telespettatori 1 829 000 – share 6,87%[36]

## Fedeltà alla famiglia
- Titolo Originale: Beacon
- Diretto da: Diana C. Valentine
- Scritto da: Jordana Lewis Jaffe

### Trama
Callen e Sam sono scioccati quando una loro vecchia conoscenza che credevano essere la vittima di un recente omicidio appare e chiede loro aiuto: Arkady. La squadra inizia ad indagare e scopre una possibile violazione delle sanzioni economiche americane verso la Russia. Intanto Joelle e Callen continuano a frequentarsi, ma lei ha ancora dei problemi a fidarsi di lui dopo quello che è successo nei mesi precedenti. Deeks è preoccupato per l indagine interna della polizia nei suoi confronti.
- Ascolti USA: telespettatori 8 830 000[38]
- Ascolti Italia: telespettatori 1 468 000 – share 5,08%[39]

## Il cecchino
- Titolo originale: Field of Fire
- Diretto da: Robert Florio
- Scritto da: Gil Grant

### Trama
Il team è alla ricerca di un esperto cecchino ed ex marine fuggito da un ospedale di veterani che sembra avere un legame con il leader di un gruppo estremista. Il caso ricorda a Kensi il suo passato da cecchino. Nel frattempo il team parla di figli e Callen pensa che ci sia la possibilità di diventare padre se il rapporto con Joelle funzionerà.
- Ascolti USA: telespettatori 7 820 000[40]
- Ascolti Italia: telespettatori 1 563 000 – share 5,76%[39]

## Strane alleanze
- Titolo originale: Kolcheck A.
- Diretto da: James Hanlon
- Scritto da: Joseph C. Wilson

### Trama
Callen e Sam sono alla ricerca di risposte per condurre la squadra al luogo di occultamento dei cadaveri dei membri dell'equipaggio di una petroliera utilizzata da Arkady Kolcheck per stringere un accordo con la Russia. Nel corso delle indagini gli agenti scoprono il particolare legame che aveva Arkady con quella specifica nave.
- Ascolti USA: telespettatori 8 210 000[41]
- Ascolti Italia: telespettatori 1 217 000 – share 4,09%[42]

## Il cerchio si chiude
- Titolo originale: Chernoff K.
- Diretto da: John Peter Kousakis
- Scritto da: Kyle Harimoto

### Trama
Il caso riguardante il legame di Arkady con la petroliera russa porta Callen, Sam, Kensi e Deeks a Mosca dove avranno il compito di assumere molteplici identità e di agire sotto copertura per individuare i sospettati. Nel frattempo Callen riesce a scoprire alcune informazioni che riguardano suo padre.
- Ascolti USA: telespettatori 9 330 000[43]
- Ascolti Italia: telespettatori 1 393 000 – share 5,01%[42]